# Club de Madrid
El Club de Madrid es una organización que reúne a más de 100 ex jefes de Estado y de gobierno, así como a expertos y académicos para debatir asuntos concernientes a la democracia. Fue formalmente constituido el 13 de mayo de 2002. Las lenguas de publicación de sus artículos son el español y el inglés. Se constituyó a raíz de la Conferencia sobre Transición y Consolidación Democráticas, celebrada en octubre de 2001 en Madrid.

## Estructura y funcionamiento
Cuenta con una Asamblea General, una Junta Directiva, una Secretaría General y un Comité Asesor. La Asamblea General se reúne una vez al año, y la conforman los exjefes de Estado y de Gobierno.
La Junta Directiva está constituida por el presidente, vicepresidente y secretario general del Club de Madrid. La Junta se reúne dos veces al año y aprueba propuestas de elaboración de informes y propone nombramientos para su ratificación por la Asamblea General. Es responsable de aprobar propuestas de elaboración de informes así como de proponer nombramientos para su ratificación por la Asamblea General.
El Secretario General se encarga de la gestión diaria del Club de Madrid. Es nombrado por la Junta Directiva y ratificada por la Asamblea General. Es responsable de la gestión diaria del Club de Madrid y envía a la Junta todos los informes para ser aprobados por la Asamblea General.
El Comité Asesor asesora a los órganos anteriores en el ejercicio de sus funciones.